# 韦如柏
韦如柏（罗伯特·威尔逊，1906年10月5日—1967年11月16日），中文名韦如柏，被人稱為「藍眼睛的南京人」，美国籍外科医生，見證和記錄了日軍南京大屠殺的殘酷暴行。

## 生平
1906年，韦如柏出生于中国南京的一个美以美会传教士家庭，青少年在金陵大学附属小学和金陵大学附属中学就读，1923年进入普林斯顿大学学习，1929年毕业于哈佛医学院。1936年返回南京，任职于金陵大学鼓楼医院。南京大屠杀期间，作为国际红十字会南京分会唯一的外科医生，救治了伍长德、梁庭芳、李秀英等南京安全区内的平民。1940年返回美国，在加利福尼亚的圣巴巴拉休息了一年。1946年赴东京，在远东国际军事法庭出庭作证。

## 家庭
- 父：威尔伯·威尔逊
- 母：玛丽·萝内·威尔逊（Mary Rowley Wilson）
- 姨父：约翰·福开森
- 长女：伊丽莎白·威尔逊，1937年6月28日生于鼓楼医院[6]
- 次女：马乔里·威尔逊
- 子：罗伯特·威尔逊

## 扩展阅读
- Zhang, Kaiyuan. Eyewitness to Massacre: American Missionaries Bear Witness to Japanese Atrocities in Nanjing. M.E. Sharpe, 2001. ISBN 0-7656-0685-2